# Radical 53
El radical 53, representado por el carácter Han 广, es uno de los 214 radicales del diccionario de Kangxi. En mandarín estándar es llamado　广部　(guǎng bù), en japonés es llamado 广部, げんぶ　(genbu), y en coreano 엄  (eom). En los textos occidentales es llamado «radical “acantilado con punto”» (porque se puede escribir colocando el radical «punto» sobre el radical «acantilado») o «radical “casa sobre acantilado”».
El carácter 广 se usa actualmente en chino como simplificación para el carácter 廣 (amplio). Los caracteres clasificados bajo este radical suelen tener significados relacionados con espacios cerrados o interiores de edificios. Por ejemplo:　庫, almacén; 店, tienda.

## Nombres populares
- Mandarín estándar: 广字旁, guǎng zì páng, «“amplio” a un lado».
- Coreano: 엄호부, eom ho bu «radical “caverna”».
- Japonés:　麻垂れ, （まだれ）, madare, «parte que cuelga de “cáñamo” (麻)».[1]
- En occidente: radical «acantilado con punto», radical «casa sobre acantilado».

## Galería
| Estilos antiguos                                 | Estilos antiguos                  | Estilos antiguos                        | Estilos antiguos                   | Estilos antiguos                   | Estilos empleados actualmente       | Estilos empleados actualmente  | Estilos empleados actualmente    | Estilos empleados actualmente   | Estilos empleados actualmente  |
|                                                  |                                   |                                         |                                    |                                    |                                     | 广                             |                                  |                                 |                                |
| 甲骨文 jiǎgǔwén (escritura de huesos oraculares) | 金文 jīnwén (escritura de bronce) | 简帛 jiǎnbó (escritura de bambú y seda) | 篆文 zhuànwén (escritura de sello) | 篆文 zhuànwén (escritura de sello) | 隸書 lìshū (estilo de los escribas) | 楷書 kǎishū (estilo regular)   | 楷書 kǎishū (estilo regular)     | 行書 xǐngshū (estilo corriente) | 草書 cǎoshū (estilo de hierba) |
| 甲骨文 jiǎgǔwén (escritura de huesos oraculares) | 金文 jīnwén (escritura de bronce) | 简帛 jiǎnbó (escritura de bambú y seda) | 大篆 dàzhuàn (sello grande)        | 小篆 xiǎozhuàn (sello pequeño)     | 隸書 lìshū (estilo de los escribas) | 繁體／繁体 fántǐ (tradicional) | 简体／簡體 jiǎntǐ (simplificado) | 行書 xǐngshū (estilo corriente) | 草書 cǎoshū (estilo de hierba) |

## Caracteres con el radical 53
| trazos | carácter                                  |
| ------ | ----------------------------------------- |
| + 0    | 广                                        |
| + 2    | 庀 庁 庂 広                               |
| + 3    | 庄 庅 庆                                  |
| + 4    | 庇 庈 庉 床 庋 庌 庍 庎 序 庐 庑 庒 库 应 |
| + 5    | 底 庖 店 庘 庙 庚 庛 府 庝 庞 废          |
| + 6    | 庠 庡 庢 庣 庤 庥 度                      |
| + 7    | 座 庨 庩 庪 庫 庬 庭 庮 庯                |
| + 8    | 庰 庱 庲 庳 庴 庵 庶 康 庸 庹 庺 庻 庼    |
| + 9    | 庽 庾 庿 廀 廁 廂 廃 廊                   |
| + 10   | 廅 廆 廇 廈 廉 廋 廌                      |
| + 11   | 廄 廍 廎 廏 廐 廑 廒 廓 廔 廕 廖 廗 廘    |
| + 12   | 廙 廚 廛 廜 廝 廞 廟 廠 廡 廢 廣 廤       |
| + 13   | 廥 廦 廧 廨 廩 廪                         |
| + 15   | 廫                                        |
| + 16   | 廬 廭                                     |
| + 17   | 廮 廯 廰                                  |
| + 18   | 廱                                        |
| + 19   | 廲                                        |
| + 22   | 廳                                        |